# Isidre Gomà i Tomàs
Isidre Gomà i Tomàs (la Riba, Alt Camp, 19 d'agost de 1869 - Toledo, 22 d'agost de 1940) fou un bisbe, cardenal i escriptor català. Fou el cardenal primat d'Espanya durant la Guerra Civil, en la qual va ocupar un destacat paper protagonista donant suport a la banda sublevada.

## Biografia
Nasqué en un ambient benestant. Va realitzar els seus estudis eclesiàstics als seminaris de Montblanc i Tarragona i després a València, on es doctorà en Filosofia, Dret Canònic i Teologia. Ordenat sacerdot el juny de 1895, ocupà el seu ministeri a Valls com a vicari i a Montbrió del Camp com a ecònom, per bé que la seva labor parroquial s'aturà quan el designaren professor del seminari de Tarragona. Després deixà la direcció del seminari i, nomenat canonge doctoral de la seu tarragonina, es consagrà preferentment al conreu de l'oratòria sagrada, en la qual va destacar com un dels conferenciants més eloqüents de la seva època. La major part de les conferències dictades en congressos i commemoracions catòliques van ser recopilades i van inspirar la redacció de nombroses obres, en les quals es palesa una àmplia, profunda i ben vertebrada cultura religiosa i profana. La fonamentació en els grans filòsofs i teòlegs cristians i l'influx d'autors francesos fidels a la doctrina de l'Església (especialment Pierre Batiffol, director de l'Institut Catòlic de Tolosa de Llenguadoc) enquadren la seva formació intel·lectual.
Fou elevat a la mitra de Tarassona el 1927, quan les relacions entre la Dictadura de Primo de Rivera i el clergat català estaven sotmeses a dures proves. El juliol de 1933 fou nomenat arquebisbe de Toledo, sede vacante per la dimissió del cardenal Segura. Malgrat les dificultats del moment, en l'acompliment de la seva tasca va comptar amb el vistiplau d'extensos cercles del republicanisme moderat, però sense que el seu inalterable acatament al poder legítimament constituït impedís una enèrgica repulsa contra qualsevol ingerència o extralimitació de la potestat civil en el camp eclesiàstic. Aquesta línia de conducta conformaria igualment la seva difícil i arriscada actuació durant la Guerra Civil espanyola de 1936. La seva intervenció va ser decisiva per al reconeixement per part de la Santa Seu del govern del general Franco i també el 1937 va redactar, coneixedor dels assassinats de bisbes i sacerdots en la zona republicana, la "Carta Col·lectiva dels bisbes espanyols als bisbes del món sencer" que defensava el Movimiento Nacional. No aconseguí que la signés el cardenal Francesc Vidal i Barraquer, amb el qual tanmateix tingué respectuoses relacions personals (havia estat Vidal qui l'havia consagrat bisbe a la catedral de Tarragona el 1927), especialment quan coincidiren al conclave de 1939 que elegí el papa Pius XII. Havia justificat teològicament, això sí, la guerra civil i havia donat la seva aprovació perquè fos anomenada "croada". S'adreçà públicament al lehendakari José Antonio Aguirre per excusar l'afusellament de capellans bascos pels franquistes.
Això no va impedir que tots els intents totalitaris empresos durant la contesa trobessin en Gomà un resolt impugnador. La defensa dels que considerava drets de l'Església, la llibertat de premsa, d'associació, d'ensenyament, la dignitat humana, en fi, van tenir en ell un indomable paladí. Morí cinc anys després d'haver obtingut de Pius XI la porpra cardenalícia (el 19 de desembre de 1935 el creà cardenal del títol de San Pietro in Montorio). Mèrit seu entre d'altres és haver difós àmpliament a Espanya la lectura del Nou Testament, sobretot els Evangelis concordats.

## Obres
- El Evangelio explicado, 5 ed. Barcelona 1955
- La familia según el Derecho natural y cristiano, 6 ed. Barcelona 1952
- Jesucristo Redentor, Barcelona 1931
- Santo Tomás de Aquino, Época, personalidad, espíritu, Barcelona 1924
- El matrimonio cristiano y la «Casti connubii», 4 ed. Barcelona 1951
- La Biblia y la predicación, 2 ed. Barcelona 1950
- La Eucaristía y la vida cristiana, 2 ed. Barcelona 1934
- El Nuevo Salterio del Breviario Romano, 2 ed. Barcelona 1949
- Las modas y el lujo, Barcelona 1912
- Pastorales de la guerra de España, Madrid 1955
- María. Madre y Señora; María Santísima (póstuma), etc.

## Fons personal
El seu fons personal es conserva a l'Arxiu Nacional de Catalunya. El fons conté reproduccions de documents procedents de l'arxiu privat del cardenal Gomà; per una banda, reuneix correspondència entre els cardenals Gomà i Segura (1931-1936); correspondència amb Rafael Sánchez Mazas (un dels col·laboradors de José Antonio Primo de Rivera) i amb altres corresponsals; i per altra banda, reuneix informes i notes del cardenal Gomà amb motiu del seu viatge a Roma l'abril de 1936. D'aquests informes destaquen, especialment, l'Informe general sobre la situació politicoreligiosa a Espanya després de les eleccions de febrer de 1936, els informes particulars lliurats pel cardenal Gomà al cardenal Pacelli, secretari d'Estat del Vaticà, i guions de les converses mantingudes; informes particulars lliurats pel cardenal Gomà al cardenal Pizzardo i guions de les converses mantingudes; i finalment, el diari personal del cardenal Gomà relacionat amb el viatge a Roma. El fons conté, a més, la còpia en paper de 8 cartes del cardenal Gomà que es conserven a l'arxiu dels Carmelites Descalços de Catalunya i Balears.

## Honors
Collar de l'orde d'Isabel la Catòlica - 1935